# Erzsébet Seleljo
Erzsébet Seleljo (* 11. November 1983 in Uschhorod, Sowjetunion) ist eine ungarische klassische Saxophonistin.

## Leben
Erzsébet Seleljo stammt aus einer musikalisch geprägten Familie, ihre Mutter war Klavierlehrerin, ihr Vater Klarinettenlehrer an einer Musikschule in Uschhorod. Im Alter von sieben Jahren bekam sie zunächst Klavierunterricht von ihrer Mutter Alexandra. 1994 zog die Familie nach Bonyhád im Komitat Tolna. Nachdem ihr Vater 1997 das Kiewer Saxophonquartett gehört hatte, war er so begeistert, dass er selbst ein Saxophonquartett gründen wollte. Da noch ein Mitglied fehlte, fragte er seine Tochter, ob sie Saxophon lernen würde. So wechselte sie vom Klavier zum Saxophon und bekam den ersten Unterricht von ihrem Vater.
Von 2004 bis 2009 studierte sie Saxophon am Royal College of Music in London bei Kyle Horch und danach für zwei Jahre bei Lars Mlekusch am Wiener Konservatorium Konservatorium Wien Privatuniversität. Weiterhin nahm sie an Meisterkursen bei Claude Delangle, Arno Bornkamp und Nobuya Sugawa teil. Danach wurde sie 2011 in die Doktoratsklasse der Franz-Liszt-Musikakademie aufgenommen, wo sie sieben Jahre später mit einer Arbeit über die Rolle des Saxophons in der ungarischen Musik promoviert wurde. 
Als Solistin ist sie mit dem Franz-Liszt-Kammerorchester, dem Symphonieorchester der Franz-Liszt-Musikakademie, dem Symphonieorchester der Ungarischen Staatsoper und dem Symphonischen Orchester in Győr aufgetreten. Daneben spielt sie oftmals in kleinen kammermusikalischen Besetzungen, zusammen mit ihrer Schwester, der Pianistin Irén Seleljo als Seleljo Duo, zusammen mit der Harfenistin Anastasia Razvalyaeva (Анастасия Разваляева) als Duo SeRa oder zusammen mit der Akkordeonistin Zsanett Szatzker. Sie ist bei verschiedenen kammermusikalischen Festivals aufgetreten wie beim vibrate Festival in Brașov oder Opus Amadeus in Istanbul. Ihr Repertoire reicht von Renaissance- und Barocktranskriptionen über originale Saxophonwerke bis hin zur Musikliteratur des 21. Jahrhunderts, und sie hat mehrere Uraufführungen zu verzeichnen. Seleljo wurde mehrfach mit Preisen ausgezeichnet, arrangiert klassische Stücke für das Saxophon und unterrichtet an der Béla-Bartók-Musikfachschule und an der Franz-Liszt-Musikakademie in Budapest.